# Heinz Stolp
Heinz Stolp (* 15. August 1921 in Silberborn; † 2. März 2018) war ein deutscher Mikrobiologe. Er war Professor an der Universität Bayreuth.
Stolp wurde als Sohn des Lehrers Emil Stolp und der Elisabeth Wunsch geboren und studierte ab 1945 Mikrobiologie an der Universität Göttingen. Er war nach der Promotion zum Dr. rer. nat. 1951 an der Biologischen Bundesanstalt für Land- und Forstwirtschaft im Institut für Bakteriologie in Berlin-Dahlem, wo er leitender Direktor und Professor wurde. 1970 wurde er Professor an der Universität Hamburg und 1975 in Bayreuth. Auslandsaufenthalte führten ihn 1969 in den Kongo und 1962 bis 1964 in die USA.
1962 entdeckte er Bdellovibrio bacteriovorus, ein Bakterium, das andere gramnegative Bakterien mit großer Effizienz tötet, indem es sich mit großer Geschwindigkeit (100 Körperlängen pro Sekunde) auf diese zubewegt, durch die Bakterienzellwand (in die er ein Loch bohrt) in sie eindringt, sich dort vermehrt, die Zellbestandteile zerlegt und die Zelle zum Platzen bringt. Entdeckt wurden sie als Parasiten von Pseudomonas aus Bodenproben, aber auch andere gramnegative Bakterien sind seine Opfer.
1968 erhielt er den Robert-Koch-Preis und 1969 das Bundesverdienstkreuz am Bande.

## Veröffentlichungen
- Heinz Stolp: Beiträge zur Frage der Beziehungen zwischen Mikroorganismen und höheren Pflanzen. Dissertation, Universität Göttingen, Mathematisch-naturwissenschaftliche Fakultät, 28. August 1951
- Mortimer P. Starr, Heinz Stolp, Hans G. Trüper, Albert Balows, Hans G. Schlegel (Hrsg.): The prokaryotes. A handbook on habitats, isolation and identification of bacteria. 2 Bände, Springer, Berlin, Heidelberg und New York 1981, ISBN 3-540-08871-7, ISBN 0-387-08871-7
- Heinz Stolp: Microbial ecology. Organisms, habitats, activities. Cambridge University Press, Cambridge [u. a.] 1988, ISBN 0-521-25657-7, ISBN 0-521-27636-5